# George MacDonald
George MacDonald (Huntly, 10 dicembre 1824 – Ashtead, 18 settembre 1905) è stato uno scrittore, poeta e ministro di culto cristiano scozzese, romanziere di genere fantastico che visse molti anni in Italia, nella cittadina ligure di Bordighera.
Noto specialmente per le sue favole e novelle fantastiche, tanto da essere considerato un vero e proprio "padre" putativo della letteratura fantasy moderna, MacDonald ha ispirato molti scrittori, tra i quali Wystan Hugh Auden, J. R. R. Tolkien, C. S. Lewis, Edith Nesbit e Madeleine L'Engle. MacDonald ebbe anche un importante ruolo in ambito teologico, con saggi che sono stati ripresi da altri rinomati autori religiosi. Lo scrittore protestante Oswald Chambers (1874-1917) affermò che "è un'indicazione evidente della tendenza e superficialità del pubblico di lettori moderni che i libri di George MacDonald siano stati così trascurati."

## Biografia

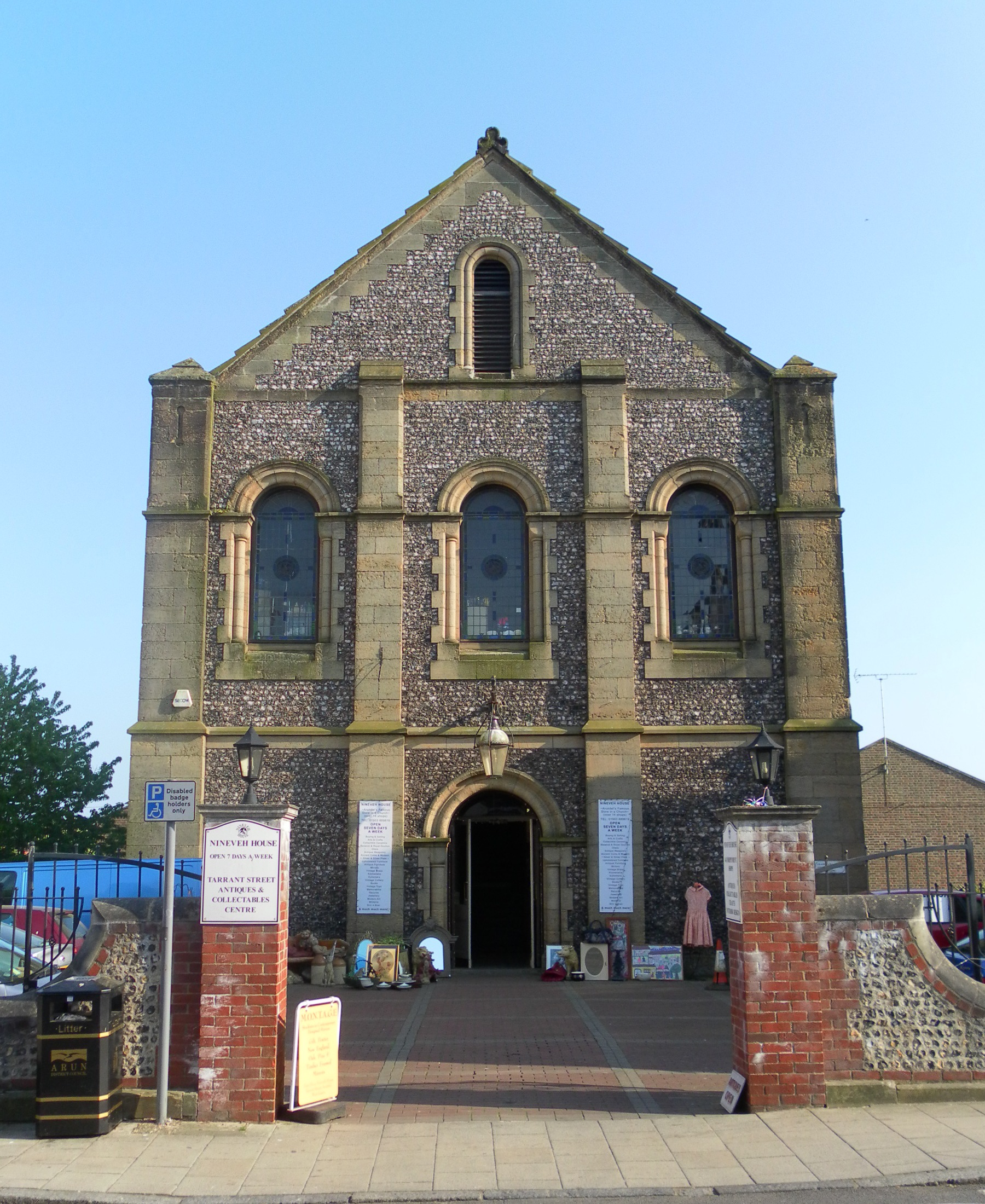
MacDonald fu ministro di culto presso la Trinity Congregational Church di Arundel dal 1850.

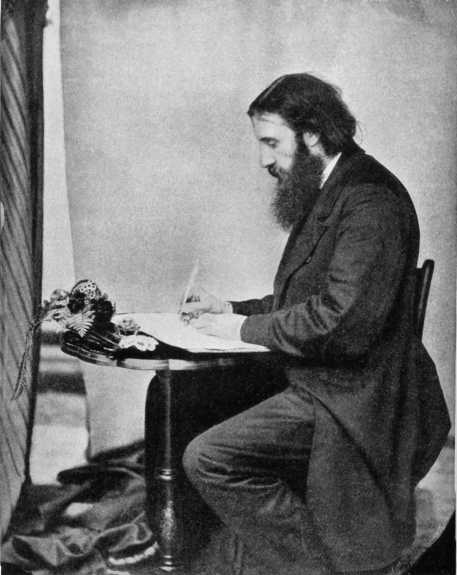
George MacDonald nel suo studio (1862)

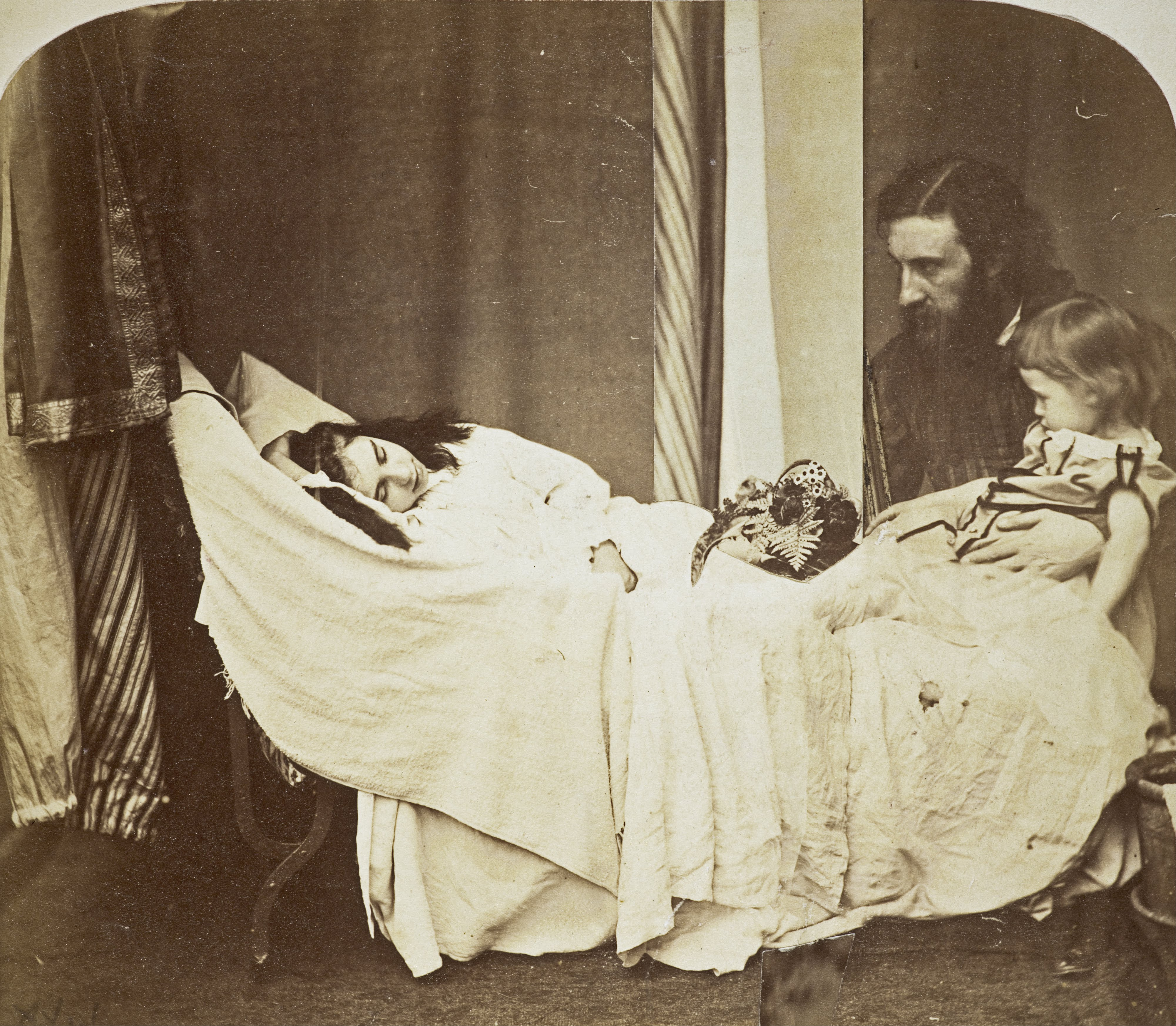
George MacDonald col figlio (destra) e la figlia (sinistra) nel 1864. Fotografia di Lewis Carroll

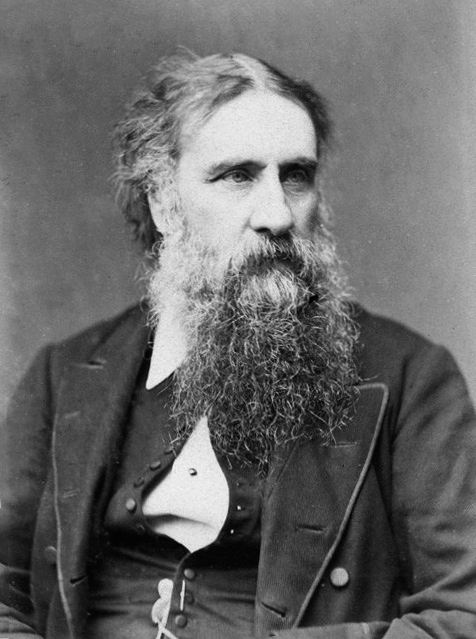
George MacDonald nel 1880

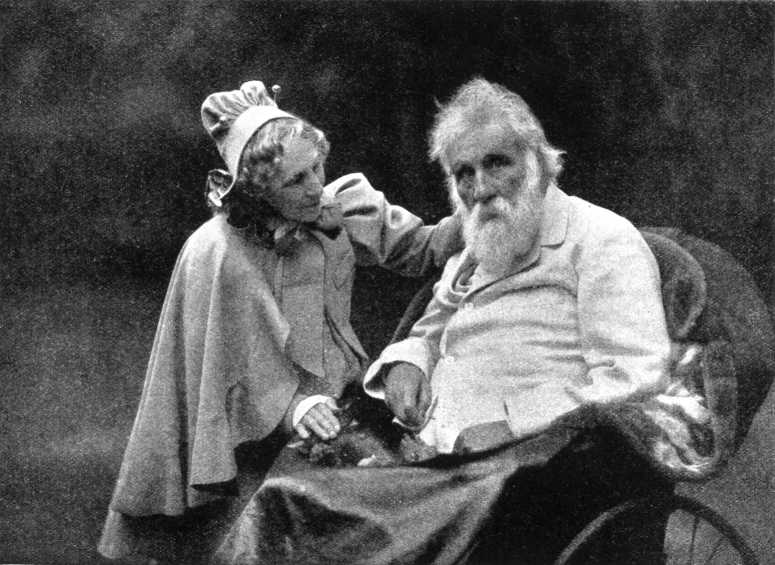
George e Louisa MacDonald nel loro 50º anniversario

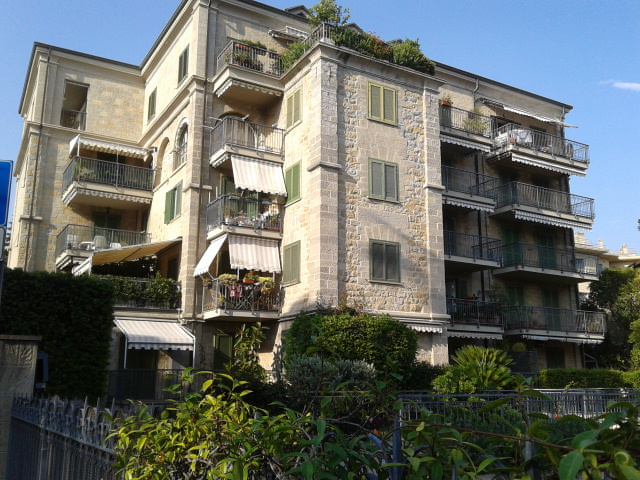
Casa Coraggio, facciata

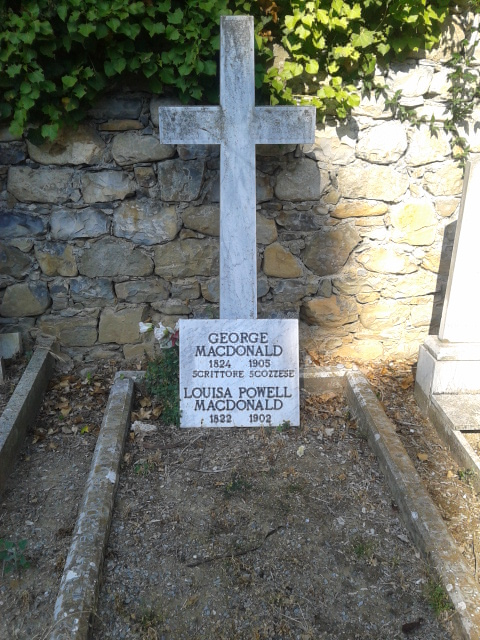
Tomba di George e Luisa McDonald, cimitero inglese di Bordighera

Figlio di contadini, crebbe in terra scozzese di culto calvinista, fede che però contestò nella dottrina relativa alla predestinazione dell'anima; nei suoi romanzi successivi, infatti, come ad esempio Robert Falconer e Lilith, si noterà un suo disgusto per l'idea che l'amore di Dio sia limitato solo ad alcuni e negato ad altri. Sua madre Helen muore nel 1832, sei anni dopo suo padre si risposerà con Margaret McColl.
George studia e si laurea ad Aberdeen, dove si mette a insegnare matematica, quindi si trasferisce a Londra per studiare teologia e diventare pastore alla Trinity Congregational Church nel 1850. Tuttavia i suoi sermoni, appunto non sempre coerenti al protestantesimo inglese, ebbero poco consenso tra i fedeli tanto da fargli ben presto abbandonare la vita pastorale. L'anno dopo, inoltre, si sposerà con quella che sarà il suo unico amore, Louisa Powell.
Lavorò in seguito per il ministero inglese a Manchester, poi si trasferì per qualche anno ad Algeri, quindi di nuovo a Londra come docente. Nel 1872-1873 viaggiò anche negli Stati Uniti, dove conobbe anche gli scrittori statunitensi Longfellow e Walt Whitman.
Sebbene non particolarmente conosciuti, i suoi lavori (in particolare le sue fiabe e romanzi fantasy) hanno ispirato ed ammirato autori del calibro di W. H. Auden, J. R. R. Tolkien e Madeleine L'Engle. C. S. Lewis addirittura ha scritto di ritenere MacDonald come suo "maestro": un giorno, leggendo una copia di Phantastes in una stazione ferroviaria, Lewis pensò di aver «attraversato una grande frontiera».
Chesterton citò La principessa e i goblin come libro che «made a difference to my whole existence» («cambiò la mia esistenza»). Anche Mark Twain, che inizialmente disprezzava MacDonald, diventò suo amico e ne fu probabilmente influenzato.
Nel 1879 lo scrittore e la famiglia si trasferirono definitivamente in una delle mete da lui - e da tanti altri inglesi - molto amata, la Riviera dei Fiori in Liguria, Italia, quasi al confine francese, e precisamente a Bordighera dove, tra l'altro vi era presente una chiesa anglicana; innamorato di quel paese, vi visse per ben 20 anni, scrivendo quasi la metà dell'intera sua produzione letteraria, soprattutto quella in stile fantasy.
Nella cittadina ligure fondò anche uno studio letterario, da lui battezzato Casa Coraggio, che divenne ben presto uno dei maggiori centri culturali del tempo, frequentata da viaggiatori italiani e stranieri (ovviamente in maggioranza inglesi) e da persone del luogo. Nella residenza si svolgevano spesso apprezzate recite ed ogni settimana avvenivano letture dei classici, da Dante a Shakespeare.
MacDonald ebbe ben otto figli, tuttavia la sua vita fu funestata dalla morte, per malattia e lungo i suoi anni, di ben quattro delle sue creature: Mary Josephine, Maurice, Grace e Lilia, e poi anche sua moglie nel 1902. Dopo aver seppellito tutti a Bordighera, rattristato fece ritorno in Inghilterra, prima a Haslemere, quindi nella vicina Ashstead, entrambe nella contea del Surrey, a sud di Londra.
Morì in terra inglese nel 1905 ma le sue ceneri furono, secondo le sue volontà, riportate a Bordighera nel 1906, dai suoi figli ancora vivi Ronald, Caroline, Irene e Winifrid, per giacere accanto alla moglie.
"Casa Coraggio" passò di proprietà e divenne l'albergo della Regina. Lo scrittore ligure-piemontese Edmondo De Amicis, affascinato dalla vita dello scrittore scozzese, visse proprio lì dal 1906 fino alla sua morte, nel 1908. Oggi non esistono più né Casa Coraggio né l'hotel della Regina, ma sulla facciata della costruzione, nell'attuale via Vittorio Veneto 34, due targhe commemorative ricordano entrambi gli scrittori.

## Opere

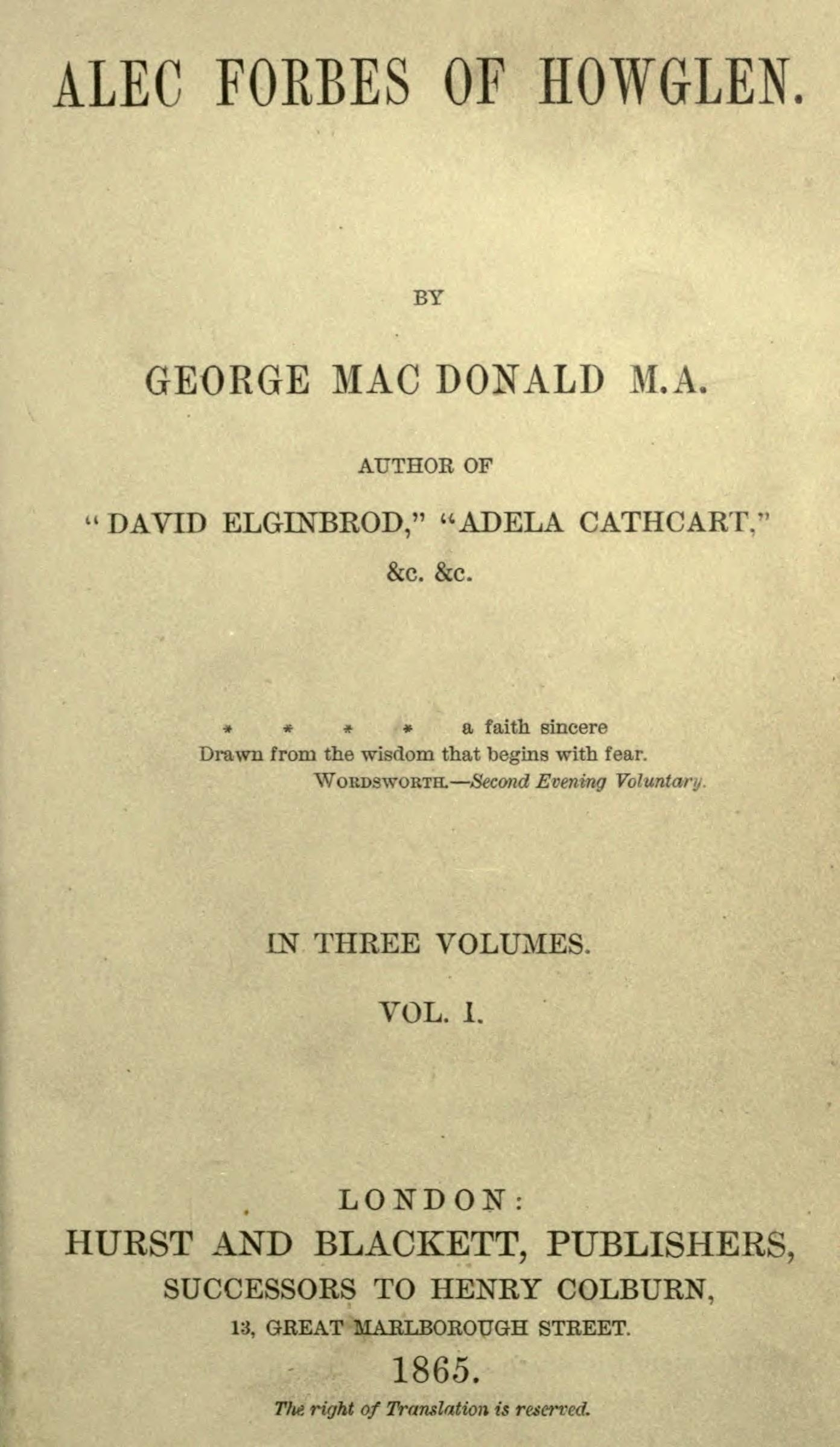
Prima edizione di Alec Forbes of Howglen (1865)

### Narrativa fantastica
- Le fate dell'ombra o La bella nello specchio o Phantastes. Un romanzo di fate per uomini e donne (Phantastes: A Fairie Romance for Men and Women, 1858), ed. it. 1977
- Adela Cathcart (1864), contiene La principessa leggera (The Light Princess), Le ombre (The Shadows) e altri racconti brevi
- The Portent: A Story of the Inner Vision of the Highlanders, Commonly Called "The Second Sight" (1864)
- Dealings with the Fairies (1867), contiene La chiave d'oro (The Golden Key), La principessa leggera (The Light Princess), Le ombre (The Shadows) e altri racconti brevi
- At the Back of the North Wind (1871)
- Works of Fancy and Imagination (1871), contiene i racconti Within and Without, Contrasti incrociati (Cross Purposes, 1862), La principessa leggera (The Light Princess), La chiave d'oro (The Golden Key) e altri scritti
- La principessa e i goblin (The Princess and the Goblin, 1872), ed. it. 1962
- The Wise Woman: A Parable (1875)
- The Gifts of the Child Christ and Other Tales (1882; ripubblicato col titolo Stephen Archer and Other Tales)
- Il bambino giorno e la bambina notte (The Day Boy and the Night Girl, 1882), romanzo breve, ed. it. 1990
- The Princess and Curdie (1883), seguito di The Princess and the Goblin
- The Flight of the Shadow (1891)
- Lilith (Lilith: A Romance, 1895), ed. it. 2001[13]

### Romanzi
- David Elginbrod (1863; ripubblicato col titolo The Tutor's First Love), orig. in tre volumi
- Alec Forbes of Howglen (1865; ripubblicato col titolo The Maiden's Bequest)
- Annals of a Quiet Neighbourhood (1867)
- Guild Court: A London Story (1868)
- Robert Falconer (1868; ripubblicato col titolo The Musician's Quest)
- The Seaboard Parish (1869), seguito di Annals of a Quiet Neighbourhood
- Ranald Bannerman's Boyhood (1871)
- Wilfrid Cumbermede (1871-72)
- The Vicar's Daughter (1871-72), seguito di Annals of a Quiet Neighborhood e The Seaboard Parish
- The History of Gutta Percha Willie, the Working Genius (1873), usualmente noto come Gutta Percha Willie
- Malcolm (1875)
- St. George and St. Michael (1876)
- Thomas Wingfold, Curate (1876; ripubblicato col titolo The Curate's Awakening)
- The Marquis of Lossie (1877; ripubblicato col titolo The Marquis' Secret), secondo volume di Malcolm
- Paul Faber, Surgeon (1879; ripubblicato col titolo The Lady's Confession), seguito di Thomas Wingfold, Curate
- Sir Gibbie (1879; ripubblicato col titolo The Baronet's Song)
- Mary Marston (1881; ripubblicato col titolo A Daughter's Devotion)
- Warlock o' Glenwarlock (1881; ripubblicato col titolo Castle Warlock e The Laird's Inheritance)
- Weighed and Wanting (1882; ripubblicato col titolo A Gentlewoman's Choice)
- Donal Grant (1883; ripubblicato col titolo The Shepherd's Castle), seguito di Sir Gibbie
- What's Mine's Mine (1886; ripubblicato col titolo The Highlander's Last Song)
- Home Again: A Tale (1887; ripubblicato col titolo The Poet's Homecoming)
- The Elect Lady (1888; ripubblicato col titolo The Landlady's Master)
- A Rough Shaking (1891)
- There and Back (1891; ripubblicato col titolo The Baron's Apprenticeship), seguito di Thomas Wingfold, Curate e Paul Faber, Surgeon
- Heather and Snow (1893; ripubblicato col titolo The Peasant Girl's Dream)
- Salted with Fire (1896; ripubblicato col titolo The Minister's Restoration)
- Far Above Rubies (1898)

### Poesie
- Twelve of the Spiritual Songs of Novalis (1851), pubblicato privatamente, traduzione delle poesie di Novalis
- Within and Without: A Dramatic Poem (1855)
- Poems (1857)
- "A Hidden Life" and Other Poems (1864)
- "The Disciple" and Other Poems (1867)
- Exotics: A Translation of the Spiritual Songs of Novalis, the Hymn-book of Luther, and Other Poems from the German and Italian (1876)
- Dramatic and Miscellaneous Poems (1876)
- A Book of Strife, in the Form of the Diary of an Old Soul (1880), pubblicato privatamente
- The Threefold Cord: Poems by Three Friends (1883), pubblicato privatamente, con Greville Matheson e John Hill MacDonald
- Poems (1887)
- The Poetical Works of George MacDonald, 2 Volumes (1893)
- Scotch Songs and Ballads (1893)
- Rampolli: Growths from a Long-planted Root (1897)

### Saggi
- Unspoken Sermons (1867)
- England's Antiphon (1868, 1874)
- The Miracles of Our Lord (1870)
- Cheerful Words from the Writing of George MacDonald (1880), raccolta compilata da E. E. Brown
- Orts: Chiefly Papers on the Imagination, and on Shakespeare (1882)
- "Prefazione" (1884) a Letters from Hell (1866) di Valdemar Adolph Thisted
- The Tragedie of Hamlet, Prince of Denmarke: A Study With the Test of the Folio of 1623 (1885)
- Unspoken Sermons, Second Series (1885)
- Unspoken Sermons, Third Series (1889)
- A Cabinet of Gems, Cut and Polished by Sir Philip Sidney; Now, for the More Radiance, Presented Without Their Setting by George MacDonald (1891)
- The Hope of the Gospel (1892)
- A Dish of Orts (1893)
- Beautiful Thoughts from George MacDonald (1894), raccolta compilata da Elizabeth Dougall